# Panzerkampfwagen II
Panzerkampfwagen II е германски лек танк, използван в хода на Втората световна война. След 1942 г. танкът е изваден от въоръжение и в началото на 1943 г. е спрян от производство. На базата на шасито на танка са създадени множество бойни и специални машини.

## История
Първият танк, постъпил на въоръжение във Вермахта – Pz.Kpfw.I, всъщност по техническите си характеристики може да бъде причислен към учебните машини. Още с влизането му на въоръжение той вече е анахронизъм. Въпреки това остава на въоръжение до края на Втората световна война.
Германският Генерален щаб взема решение за въвеждането на въоръжение на по-модерен танк, който да бъде свързващо звено между разработваните Pz.Kpfw.III и Pz.Kpfw.IV. Поради това може да се каже, че Pz-II е междинен модел, пригоден както за обучение на личния състав, така и за водене на бойни действия.
През второто полугодие на 1934 г. Управлението по въоръжението на Генералния щаб на армията разработва изискванията за новата бойна машина – маса около 10 т, въоръжение 20 мм оръдие. Както и при Panzerkampfwagen I, новият танк получава кодирано обозначение LaS 100 (LaS – Landwirtschaftlicner Schlepper – селскостопански влекач). Фирмените разработки са приключени в края на 1935 г.
Прототипът се разработва от три компании – Friedrich Krupp AG, Henschel und Sohn AG и Maschinenfabrik Augsburg–Nurnberg (MAN). Krupp представя завършена машина с обозначението LKA-2, подобрена версия на прототипа на Pz-I – LKA. Компаниите Henschel и MAN разработват само шаси, а корпусите са създадени от компанията Daimler-Benz.

## Техническо описание
PzKpfw II е изпълнен по традиционната за немското танкостроене схема. Силовата установка е разположена в кърмата на корпуса, бойното отделение и отделението за управление са обединени в едно и са разположени в централната част, а трансмисията и водещите колела в предната част на корпуса.
Въоръжението на танка се състои от 20 мм автоматично оръдие KwK 30 и 7,92 мм картечница MG 34. Оръдието е с дължина на ствола 97 кал и скорострелност 280 изстр./мин. Автоматиката на зареждащото устройство използва снарядни пълнители с вместимост 10 снаряда. Основен боеприпас е 20 мм бронебоен снаряд с тегло 146 г. Оръдието е снабдено с телескопически прицел TZF.4.
За осигуряване на свръзката се използва радиостанция FuG 5. За вътрешна връзка между членовете на екипажа е монтирано танкоразговорно устройство.
Двигателят е свързан с трансмисията чрез 6-степенна скоростна кутия и дълъг карданен вал. Скоростната кутия е монтирана в дясната част на отделението за управление.
Въпреки че компоновката и въоръжението на PzKpfw II не се променят в хода на серийното му производство, бронезащитата, ходовата част и силовата установка са били обект на постоянни промени. Това води до появата на множество модификации, създадени на базата на PzKpfw II.

## Бойно използване
Бойното си кръщение танкът получава през март 1938 г., в хода на операцията по присъединяването на Австрия към Германия. Въпреки че в тази операция не са водени бойни действия, около 30% от танковете получават повреди – най-вече в ходовата част.
При операцията по присъединяването на Судетската област към Германия, която също протича без бойни действия, танковете Pz.Kpfw.I и Pz.Kpfw.II са транспортирани с товарни автомобили Faun L900 D567 или прицепи Sd.Anh.115, като така в голяма част е спестен ниският им ходов ресурс.
При последвалата окупация на Чехия и Моравия, на 15 март 1939 г. в Прага първи влизат танковете Pz.Kpfw.II от състава на 2-ра танкова дивизия.
В навечерието на Полската кампания Pz.Kpfw.I и Pz.Kpfw.II съставляват голяма част от Бронетанковите войски на Вермахта – на 1 септември 1939 г. във войските има 1223 танка. В хода на Полската кампания Вермахтът губи 259 танка, от които безвъзвратно – 89.
За участие в окупирането на Дания и Норвегия е сформиран 40 танков батальон със специално назначение (Panzer Abteilung z.b. V 40), въоръжен с Pz.Kpfw.I и Pz.Kpfw.II, като в хода на бойните действия в Дания не е загубена нито една машина, а в Норвегия са загубени само 2 Pz.Kpfw.II Ausf.C.
Преди настъплението на запад, на 10 май 1940 г., във войските има на въоръжение 1110 танка Pz.Kpfw.II, от които 955 боеготови. Разбира се, броят на танковете по съединения е различен и това се дължи на поставените задачи и на заповяданото направление за действие. Например в 3-та тд, действаща на левия фланг, има 110 Pz.Kpfw.II, а в 7-а тд, действаща в направление на главния удар – 40. В хода на бойните действия се установява, че леките Pz.Kpfw.I и Pz.Kpfw.II са практически безсилни срещу френските леки и средни танкове. Единственият начин за поразяването им е в близък бой и в бордовете или кърмата. Поради това Вермахтът понася значителни загуби – 240 танка Pz.Kpfw.II.
В средата на 1940 г. 52 машини от състава на 2-ра тд са преоборудвани в плаващи танкове и с тях са сформирани два батальона в състава на 18-а тбр. Машините получават обозначението Scnwimmpanzer II. Най-вероятно е било предвидено да участват в операция „Морски лъв“ – десанта във Великобритания. След отмяната на операцията танковете вземат участие в бойните действия на Източния фронт – в началото на операция „Барбароса“ те форсират р. Западен Буг. По-нататък са използвани като обикновени бойни машини.
Pz.Kpfw.II от състава на 5-а и 11-а тд вземат участие в окупирането на Югославия и Гърция. В хода на операцията по превземането на остров Крит две машини са доставени по вода и участват като огнева поддръжка на парашутния десант.
Участието на Pz.Kpfw.II в Африканската кампания започва през март 1941 г. с пристигането на 5-а лека дивизия в Триполи. Дивизията има в състава си 45 Pz.Kpfw.II. През ноември същата година, след пристигането на 15-а тд, броя на Pz.Kpfw.II се увеличава на 70 машини. През следващата, 1942 г. са доставени Pz.Kpfw.II Ausf.F(Tp) – тропически вариант. Машините са използвани до 1943 г.
Към 1 юни 1941 г. Вермахтът има на въоръжение 1074 Pz.Kpfw.II, от които 1029 боеготови. В съединенията, дислоцирани около границите на СССР и готови да участват в операция „Барбароса“, има 746 танка Pz.Kpfw.II, което е приблизително 21% от общия брой на танковете.
Освен тях танкове Pz.Kpfw.II има в състава на 100 и 101-ви огнеметни танкови батальони, 3-та, 16-а, 29-а и 60-а моторизирани дивизии, танково-гренадирска дивизия „Гросдойчланд“ и 5-а СС танкова дивизия „Викинг“
През 1943 г. танковете Pz.Kpfw.II постепенно биват свалени от въоръжение в бойните части, като им се поставят задачи по носене на патрулна служба и охрана на щабове и комуникации в тила, разузнаване и участие в противопартизански операции. Загубите в периода 1943 – 1945 година възлизат на 84 машини. През март 1945 г. общата численост възлиза на 145 машини – 15 в действащата армия и 130 в армейския резерв.
Около 640 танкове Pz.Kpfw.II са предадени за скрап, а куполите им са използвани за изграждането на различни огневи точки. Приблизително на 100 от тях са монтирани 37 мм оръдия, а останалите 536 остават с щатното 20 мм оръдие KwK 30.
Освен в армията на Германия, Pz.Kpfw.II е приет на въоръжение и в армиите на Словакия и Румъния. В края на 40-те години няколко танка Pz.Kpfw.II, най-вероятно румънски, са експортирани в Ливан.
2. Наличност във войските на Pz.Kpfw.II в периода 1941 – 1942 г.
| Дивизия                | Към 1 юни 1941 г. | Към 1 юни 1942 г. |
| ---------------------- | ----------------- | ----------------- |
| 1-ва танкова дивизия   | 43                | 2                 |
| 2-ра танкова дивизия   | –                 | 22                |
| 3-та танкова дивизия   | 58                | 25                |
| 4-та танкова дивизия   | 44                | 13                |
| 5-а танкова дивизия    | –                 | 26                |
| 6-а танкова дивизия    | 47                | –                 |
| 7-а танкова дивизия    | 53                | –                 |
| 8-а танкова дивизия    | 49                | 1                 |
| 9-а танкова дивизия    | 32                | 22                |
| 10-а танкова дивизия   | 45                | –                 |
| 11--та танкова дивизия | 44                | 15                |
| 12-а танкова дивизия   | 33                | –                 |
| 13-а танкова дивизия   | 45                | 15                |
| 14-а танкова дивизия   | 45                | 14                |
| 15-а танкова дивизия   | –                 | –                 |
| 16-а танкова дивизия   | 45                | 13                |
| 17-а танкова дивизия   | 44                | 17                |
| 18-а танкова дивизия   | 50                | 11                |
| 19-а танкова дивизия   | 35                | 6                 |
| 20-а танкова дивизия   | 31                | 8                 |
| 21-ва танкова дивизия  | –                 | –                 |
| 22-ра танкова дивизия  | –                 | 28                |
| 23-та танкова дивизия  | –                 | 27                |
| 24-та танкова дивизия  | –                 | 32                |

## Модификации
- Pz.Kpfw.II Ausf.a1 – базова серийна машина. Снабдени са с бензинов двигател Maybach HL 57TR с мощност 130 к.с. (95 kW), 6-скоростна предавателна кутия ZF Aphon SSG45. Макс. скорост достига 40 км/ч, при запас от ход по шосе – 210 км. Бронировката варира в границите 5-14,5 мм. Въоръжението включва 20 мм оръдие KwK 30 (180 сн.) и картечница MG 34 (1425 патр.). В края на 1935 г. са произведени 10 машини. Машината се среща и под обозначението 2 cm MG Panzerwagen.
- Pz.Kpfw.II Ausf.a2 – модификация на Ausf.a1. Направени са незначителни изменение в системата за охлаждане и вентилацията на бойното отделение. В началото на 1936 г. са произведени 15 машини.
- Pz.Kpfw.II Ausf.a3 – модификация на Ausf.a2. Монтирана е преграда между двигателното и бойното отделение, а в дъното на корпуса са монтирани технически люкове за достъп до горивната помпа и масления филтър. Гумените бандажи на опорните ролки са свалени. В средата на 1936 г. са произведени 50 машини.
- Pz.Kpfw.II Ausf.b – модификация произвеждана в периода 1936 – 1937 г. Ходовата част е значително усъвършенствана, като опорните и поддържащите ролки са по-широки и с по-малък диаметър. Направени са промени във водещите колела и окачването. Монтиран е нов двигател – Maybach HL 62TR с мощност 140 к.с. (103 kW). Произведени са 25 машини.
- Pz.Kpfw.II Ausf.c – модификация, произвеждан през 1937 г. Шасито на танка е от съвършено нов тип, като ходовата част се състои от пет опорни ролки с гумени бандажи, окачени на листови ресьори, а поддържащите ролки са увеличени на четири. Водещите и направляващите колела са с усъвършенстван дизайн. Машината има увеличени габарити: дължина – 4,81 м, ширина – 2,22 м. височина – 1,99 м и бойна маса – 1,9-8,9 т.
- Pz.Kpfw.II Ausf.A – модификация, произвеждана от началото на 1937 г. в заводите на Henschel в Кьолн и Alkelt в Берлин. Монтирани са синхронизирана предавателна кутия ZF Aphon SSG46 и двигател Maybacn HL 62TRM с мощност 140 к.с. (103 kW). В корпуса са монтирани наблюдателни процепи за механик-водача, закривани с бронирани капаци. Свързочното оборудване се състои от УКВ радиостанция.
- Pz.Kpfw.II Ausf.B – модификация, направена на базата на Ausf.A. Направени са малки изменения, в общи линии касаещи улесняването на серийното производство.
- Pz.Kpfw.II Ausf.C – модификация, произвеждана от края на 1938 г. Модернизирана е охладителната система. Най-сериозни изменения са направени в бронирането на танка – челото на куполата е усилено с бронелистове с дебелина 14,5 и 20 мм, а на корпуса с дебелина 20 мм. Стиковката ѝ с корпуса е защитена от бронебордюр, непозволяващ заклиняване. Двувратият люк в куполата е заменен с командирска кула. След края на Полската кампания всички по-стари модификации на Pz.Kpfw.II са доведени до нивото Ausf.C.
- Pz.Kpfw.II Ausf.D – модификация, разработена през 1938 г. от Daimler-Benz за нуждите на леките танкови дивизии. Машината значително се отличава от другите модификации. Корпусът и ходовата част са с изцяло нова конструкция. Ходовата част е от типа „Кристи“ с 4 опорни ролки с голям диаметър и нови направляващи и водещи колела. Корпусът е практически същия както и при Pz.Kpfw.III. От Ausf.C е заимствана само куполата и въоръжението. Бойната маса нараства до 10 т, а скоростта до 55 км/ч. Силовата установка се състои от двигател Maybach HL 62TRM и 10-степенна скоростна кутия (10+3) Maybach Variorex VG 102128H. В периода 1938 – 1939 г. са произведени 70 машини.
- Pz.Kpfw.II Ausf.E – модификация почти идентична с Ausf.D. Направени са незначителни промени в ходовата част – изменена конструкция на ленивеца, усилено окачване и нови вериги. В периода 1938 – 1939 г. са произведени 73 машини.
- Pz.Kpfw.II Ausf.F – последната модификация на Pz.Kpfw.II. Корпусът е с нова конструкция, като е монтирана вертикална челна бронеплоча. На някои от машините е монтирано 20 мм оръдие KwK 38. За периода 1939 – 1942 г. са произведени 532 машини.
- Bergepanzer II Ausf D/E – ремонтно-евакуационна машина, създадена на базата на Pz.Kpfw.II Ausf D/E.
- Beobachtungswagen II Ausf C – командирска танк, използван и за управление на огъня на артилерията.
- Brueckenleger auf PzKpfw II Ausf b – мостопоставяч, създаден на базата на Pz.Kpfw.II Ausf b. През 1939 г. са оборудвани 3 машини.
- Feuerleitpanzer II – танк за управление на артилерийския огън.
- Flammpanzer II Flamingo (Sd. Kfz. 122) (Ausf D/E) – огнеметен танк на базата на шасита от Pz.Kpfw.II Ausf А/В/D/E. Екипаж – 3 души. Въоръжение – 2 огнемета Flammenwerfer-Anlagen (320 л.) и 7,92 мм картечница MG34 (1800 пат.). Далекобойност на огнехвъргачките – 25 м. През 1939 г. са оборудвани 46 машини, през 1940 г. – 30, а през 1941 г. – 90 машини.
- Ladungsleger II – инженерен танк.
- Marder II (Sd. Kfz. 131) – 75 мм САУ, създадена на базата на шасита от Pz.Kpfw.II Ausf D/E. В периода април 1942 – юни 1943 г. са оборудвани 201 машини в три различни варианта.
- Marder II (Sd. Kfz. 132) – 75 мм САУ, създадена на базата на шасита от Pz.Kpfw.II Ausf c/A/B/C/F. В периода юни 1942 – март 1944 г. са оборудвани 576 машини.
- Munitionsschlepper II (Munitions Sf auf Fgst PzKpfw II) – транспортьор на боеприпаси, създаден на базата на шасита от Pz.Kpfw.II Aus F. В периода февруари 1943 – август 1944 г. са оборудвани 159 машини.
- PanzerSpahwagen II Ausf L Luchs (Sd.Kfz.123) – разузнавателен танк. В периода септември 1943 – януари 1944 г. са произведени 104 машини.
- Panzer Beobachtungswagen II – танк за управление на артилерийския огън.
- Pioner-Kampfwagen II – инженерен танк.
- PzKpfw II Ausf A/B/C – модификация, въоръжена с 50 мм оръдие Pak 38 L/60.
- Schwimm Panzer II Ausf. A-C – танк-амфибия, въоръжен с 20 мм оръдие, създаден на базата Pz.Kpfw.II Ausf /A/B/C. Преоборудвани са 52 машини.
- Sturmpanzer II Bison (15cm sIG33 auf Fahrgestell PzKpfw II (Sf) – 150 мм тежко самоходно оръдие, създадено на базата на Pz.Kpfw.II Ausf В. В периода юли 1941 – януари 1942 г. са оборудвани 12 машини.
- Wespe (Sd. Kfz. 124) – 105 мм САУ, създадена на базата на шасита от Panzer II Aus F. В периода февруари 1943 – август 1944 г. са оборудвани 676 машини.

| Тактико-технически данни  | Тактико-технически данни         | Тактико-технически данни         | Тактико-технически данни         |
| Характеристика            | Pz Kpfw II                       | Pz Kpfw II                       | Pz Kpfw II                       |
| Характеристика            | Ausf A                           | Ausf F                           | Ausf L                           |
| ------------------------- | -------------------------------- | -------------------------------- | -------------------------------- |
| Година на производство    | 1937 г.                          | 1941 г.                          | 1943 г.                          |
| Бойно тегло               | 8900 кг                          | 9500 кг                          | 13 000 кг                        |
| Екипаж                    | 3 души                           | 3 души                           | 4 души                           |
| Технически характеристики |                                  |                                  |                                  |
| Дължина                   | 4810 мм                          | 4810 мм                          | 4630 мм                          |
| Ширина                    | 2220 мм                          | 2280 мм                          | 2480 мм                          |
| Височина                  | 1990 мм                          | 2150 мм                          | 2210 мм                          |
| Скорост                   | 40 км/ч. (шосе) 20 км/ч. (терен) | 40 км/ч. (шосе) 20 км/ч. (терен) | 60 км/ч. (шосе) 35 км/ч. (терен) |
| Запас от ход              | 200 km (шосе) 175 km (терен)     | 200 km (шосе) 175 km (терен)     | 290 km (шосе) 255 km (терен)     |
| Специфично налягане       | 0,76 кгс/см2                     | 0,66 кгс/см2                     | 0,75 кгс/см2                     |
| Бронева защита            |                                  |                                  |                                  |
| Челна част на корпуса     | 14,5 мм                          | 35 мм при 13°                    | 30 мм при 22°                    |
| Борд на корпуса           | 14,5 мм при 0°                   | 15 мм при 0°                     | 20 мм при 0°                     |
| Челна час на куполата     | 14,5 мм (цил.)                   | 30 (цил.)                        | 30 мм при 10°                    |
| Горна част на корпуса     | 15 мм                            | 15 мм                            | 10 мм                            |
| Дъно на корпуса           | 15 мм                            | 5 мм                             | 10 мм                            |
| Въоръжение                |                                  |                                  |                                  |
| Оръдие                    | KwK30                            | KwK38                            | KwK38                            |
| Калибър                   | 30 мм                            | 30 мм                            | 30 мм                            |
| Дължина на цевта          | 55 клб.                          | 55 клб.                          | 55 клб.                          |
| Картечница                | 1 х 7,92 мм                      | 1 х 7,92 мм                      | 1 х 7,92 мм                      |
| Боекомплект               | 180 сн.; 2250 пат.               | 180 сн.; 2270 пат.               | 330 сн.; 2250 пат.               |
| Силова установка          |                                  |                                  |                                  |
| Двигател                  | Maybach HL62TR                   | Maybach HL62TR                   | Maybach HL66P                    |
| Мощност                   | 140 к.с. (105 kW)                | 140 к.с. (105 kW)                | 180 к.с. (132 kW)                |
| Запас от гориво           | 200 л                            | 175 л                            |                                  |